# Honaz
Honaz là một huyện thuộc tỉnh Denizli, Thổ Nhĩ Kỳ. Huyện có diện tích 497 km² và dân số thời điểm năm 2007 là 28941 người, mật độ 58 người/km².